# Лаутер, Антс Михкелевич
Антс Ми́хкелевич Ла́утер (эст. Ants Lauter; 1894—1973) — эстонский, советский актёр, театральный режиссёр, мастер художественного слова (чтец), педагог. Народный артист СССР (1948). Лауреат Сталинской премии третьей степени (1952).

## Биография
Родился 23 июня (5 июля) 1894 года в деревне Вески (ныне в уезде Рапламаа, Эстония).
В 1908—1911 годах учился в Таллиннской коммерческой школе. В 1911—1913 годах — корреспондент-счетовод Таллинского химического завода.
В 1913 году дебютировал в качестве актёра Театра «Эстония» (ныне Национальная опера «Эстония») (Таллин).
В 1915—1917 годах служил в Царской армии (рядовой, затем прапорщик) в запасных частях и на Западном фронте Первой мировой войны.
В 1917—1918 годах — актёр русского театра в Новгороде (ныне Новгородский академический театр драмы имени Ф. М. Достоевского).
В 1918—1926, 1927—1941 и 1944—1949 годах — актёр, режиссёр, с 1944 — директор, главный режиссёр и художественный руководитель Театра «Эстония» в Таллине.
В 1926—1927 годах — актёр, режиссёр театра «Эндла» в Пярну.
Профессиональное развитие получал во многих ознакомительных поездках с театрами за рубежом: Германия (1928—1929, 1937), Польша (1929), СССР (1934), Швеция, Норвегия, Дания и Англия (все — 1937).
В 1941 году был мобилизован, до декабря 1941 — рабочий совхоза в Ивделе (Свердловская область, Россия).
В годы войны возглавлял драматическую группу эстонских художественных ансамблей, находившихся в эвакуации в Ярославле.
В 1949—1950 годах — директор, художественный руководитель и главный режиссёр, в 1950—1951 годах — актёр Эстонского драматического театра (в 1952—1989 — Эстонский государственный театр драмы имени В. Кингисеппа) в Таллине.
В 1951—1958 годах — актёр, с 1953 по 1955 — главный режиссёр Государственного академического театра Эстонской ССР «Ванемуйне» в Тарту.
В 1958—1959 — директор, в 1960—1962 годах — художественный консультант Театра оперы и балета «Эстония», педагог студии сценического искусства.
С 1924 года снимался в кино.
Известен как мастер художественного чтения.
В 1938—1941 годах преподавал в драматической школе при Таллинской консерватории (ныне Эстонская академия музыки и театра), в 1945—1950 годах — в Эстонском театральном институте (ныне драматическая школа при Эстонской академии музыки и театра) (с 1947 — профессор). Среди учеников — Хейкки Харавяэ.
Автор множества статей по театральному искусству, одноактных пьес.
В 1945—1950 и 1969—1973 годах — председатель правления Театрального союза Эстонии.
Умер 30 октября 1973 года в Таллине. Похоронен на Лесном кладбище.

### Семья
- Жена (1917—1925) — Мария Ниловна Мерянская (1896—1969), актриса и режиссёр.
  - Сын — Юрий (утонул)[3]
- Жена (1928—1949) — Ерна Вилмер (1889—1965), актриса и режиссёр.
- Жена (с 1949) — Хели Вийсимаа

## Награды и звания
- Народный артист Эстонской ССР (1942)
- Народный артист СССР (1948)
- Сталинская премия третьей степени (1952) — за исполнение роли Воронова в спектакле «Незабываемый 1919-й» Вс. В. Вишневского
- Государственная премия Эстонской ССР (1947, 1948)
- Орден Эстонского Красного Креста III класса (1938)
- Орден Ленина (1956)
- Орден Трудового Красного Знамени (1944)
- Медаль «За доблестный труд в Великой Отечественной войне 1941—1945 гг.»

## Творчество

### Роли

#### Театр «Эстония»
- 1913 — «Гамлет» У. Шекспира — Фортинбрас
- 1913 — «Артур и Анна» К. Р. Якобсона — Иваск
- 1913 — «Дни нашей жизни» Л. Н. Андреева — офицер
- 1914 — «Иван Сусанин» С. М. Городецкого — офицер
- 1914 — «Домовой» Э. Вильде — Сандер
- 1914 — «Жаворонок» Э. фон Вильденбрух — Герман
- 1914 — «Эльга» Г. Гауптмана — брат Эльги
- 1914 — «Венера Анадиомена» Р. Пресбера — художник
- 1915 — «Молодожёны» Б. Бьёрнсона — актёр
- 1915, 1918 — «Без вины виноватые» А. Н. Островского — Незнамов
- 1918 — «Домовой» Э. Вильде — Piibeleht
- 1918 — «Справедливость» Дж. Голсуорси — Кливер
- 1918 — «Ревизор» Н. В. Гоголя — Хлестаков
- 1918 — «До рассвета» А. Кицберга — Kählmann
- 1919 — «Ученик дьявола» Б. Шоу — Ричард Даджен
- 1919 — «Великий Галиото» Х. Эчегарай-и-Эйсагирре — Эрнесто
- 1919 — «Сон в летнюю ночь» У. Шекспира — Деметрий
- 1919 — «Пляска смерти» А. Стриндберга — Аллан
- 1920 — «Тёмное пятно» Г. Кадлерберга и Р. Пресбера — доктор Роби Woodleigh
- 1920 — «Идеальный муж» О. Уайльда — Горинг
- 1920 — «Камо грядеши» Г. Сенкевича — Гай Петроний
- 1921, 1923 — «Революционная свадьба» С. Михаэлиса — Марк-Аарон
- 1921 — «Женщина с кинжалом» А. Шницлера — Ремихио
- 1921 — «Монна Ванна» М. Метерлинка — Prinzivalli
- 1921 — «Вильгельм Телль» Ф. Шиллера — Арнольд
- 1921, 1925, 1927, 1930, 1934 — «В усадьбе „Пюве“» А. Кицберга — Ялака Яан
- 1921, 1938 — «Женитьба Фигаро» Бомарше — Фигаро
- 1921, 1930 — «Мальчики на плоту» Т. Паккала — Туркка
- 1921 — «Последний вальс» О. Штрауса — принц Пол
- 1922 — «До рассвета» А. Кицберга — Антс
- 1922 — «Тень осла» Л. Фульды — Кассандер
- 1922 — «Мадам Сан-Жен» В. Сарду — граф Neipperg
- 1923 — «Дантон» Р. Роллана — Робеспьер
- 1923 — «Электра» Г. фон Гофмансталя — Орест
- 1923 — «Проклятый хутор» А. Кицберга — Генрих
- 1923 — «Гамлет» У. Шекспира — Гамлет
- 1924 — «Жизнь кротких» М. Метсанурка — Яаан
- 1924, 1949 — «Отелло» У. Шекспира — Отелло
- 1924 — «Лебедь» Ф. Мольнара — Миклош Аги
- 1924 — «Жители Севера» А. Ярвилуома — Юсси Харри
- 1924 — «Юдифь» А. Х. Таммсааре — Олоферн
- 1924 — «Разбойники» Ф. Шиллера — Карл Моор
- 1925 — «Потерянная дочь» Л. Фульды — Курт Вестериль
- 1925 — «Крайтон великолепный» Дж. Барри — Крайтон
- 1925 — «R.U.R.» К. Чапека — Гарри Домин
- 1925 — «Simo Hurt» Эйно Лейно — Симо Аффлек
- 1925 — «Неуловимое чудо» Э. Вильде — Лео Саалеп
- 1925 — «Красная мельница» Ф. Мольнара — Rahvasaadik. Mees.
- 1925 — «Племянник с Сааремаа» Л. Койдулы — Ханс
- 1925 — «Грех» А. Стриндберга — Морис
- 1926 — «Красная мельница» Ф. Мольнара — Янош
- 1926 — «Inimsõber» Дж. Голсуорси — барон Томас Хокстон
- 1926 — «Судья Симсон» Х. Г. Раудсеппа — Симсон
- 1926 — «Американский Христос» Х. Г. Раудсеппа — Seenetreial
- 1926 — «Старый Адам» Ф. Арнольда и Е. Баха — Джеймс Эллисон
- 1927 — «Конец миссис Чейни» Ф. Лонсдэйла — лорд Артур Диллинг
- 1927 — «Сирано де Бержерак» Э. Ростана — Сирано де Бержерак
- 1927 — «Импресарио из Смирны» К. Гольдони — граф Ласка
- 1927, 1929 — «Пер Гюнт» Г. Ибсена) — Пер Гюнт
- 1928 — «Фанни и её слуги» Дж. К. Джерома) — Вернон Wethrelle
- 1928, 1941 — «Оборотень» А. Кицберга — Tammaru peremees
- 1928 — «Как вам это понравится» У. Шекспира — Оливер
- 1928 — «Ура, мальчик!» Ф. Арнольда и Е. Баха — профессор Вольдемар Вебер
- 1928 — «Заговор Фиеско в Генуе» Ф. Шиллера — Фиеско
- 1929 — «Буря» У. Шекспира — Себастьян
- 1929 — «Сын крестьянина» М. Метсанурка — Praost
- 1930 — «Трёхгрошовая опера» Б. Брехта и К. Вайля — Макхит
- 1930 — «Проклятый хутор» А. Кицберга — Юлий
- 1930 — «Ирландская роза Эйби» А. Николс — Патрик Абель
- 1930 — «Конец пути» Р. Шериффа — Стэнхоуп
- 1931 — «Буря в стакане воды» Б. Франка — доктор Конрад Росс
- 1931 — «Благословение сотрясённых мозгов» Х. Раудсеппа — Noorkikas
- 1931 — «Tuli» Дж. Голсуорси — Генри Леннокс
- 1931 — «Добрая фея» Ф. Мольнара — доктор Sporum
- 1932 — «Окраина» Ф. Лангера — Франци
- 1932 — «Койдула» Х. Вуолийоки — неизвестный
- 1932 — «Королева красоты» А. Адсона — граф Георг
- 1933 — «Нина» Б. Франка — Стефан
- 1933 — «Salongis ja kongis» Х. Раудсеппа — Kivirist
- 1934 — «Чистилище» Ф. Лангера — Ferdys Pistora
- 1934 — «Бизнес есть бизнес» О. Мирбо — Люсьен Garraud
- 1935 — «Мария Стюарт» Ф. Шиллера — Роберт Дадли
- 1935 — «Двенадцатая ночь» У. Шекспира — Мальволио
- 1935 — «О, молодость» Ю. О’Нила — Натан
- 1936 — «Ревизор» Н. В. Гоголя — Христиан Иванович Гибнер
- 1936 — «Много шума из ничего» У. Шекспира — Бенедикт
- 1936 — «Вильгельм Телль» Ф. Шиллера — Вильгельм Телль
- 1936 — «Женщины Нискавуори» Х. Вуолийоки — Аарне
- 1937 — «Lipud tormis» Х. Раудсеппа — Vinnal
- 1937 — «Венецианский купец» У. Шекспира — Грациано
- 1937 — «В вихре» А. Кицберга — Каарел
- 1937 — «Сон в летнюю ночь» У. Шекспира — Тесей
- 1938 — «Андрес и Пэару» А. Х. Таммсааре и A. Särevi — Карла
- 1938 — «Juuraku Hulda» Х. Вуолийоки — Kaarle Kristjan Soratie
- 1938 — «Первый день весны» Д. Смит — Фрэнк Хайнс
- 1938 — «Мать» К. Чапека — мужской голос по радио
- 1939 — «Хлеб Нискавуори» Х. Вуолийоки — Аарне
- 1939 — «Американский Христос» Х. Раудсеппа — Йоханнес Niglas
- 1939 — «Призраки» А. М. Якобсона — доктор Ханс Лепик
- 1940 — «Связь» Э. Вильде — Ильвес
- 1940 — «Укрощение строптивой» У. Шекспира — Винченцио
- 1941 — «Мать» М. Горького — Андрей Находка
- 1945, 1949 — «Гамлет» У. Шекспира — Клавдий
- 1946 — «Враги» М. Горького — Михаил Скроботов
- 1946 — «Под каштанами Праги» К. М. Симонова — Иван Петров
- 1946 — «За тех, кто в море» Б. А. Лавренёва — Харитонов
- 1947 — «Ржавчина» А. М. Якобсона — Soobik
- 1947 — «Три сестры» А. П. Чехова — Вершинин
- 1949 — «Ветер с юга» Э. Грина — Einari Pitkäniemi

#### Эстонский драматический театр
- 1949 — «Ревизор» Н. В. Гоголя — Лука Лукич Хлопов
- 1949 — «Заговор обречённых» Н. Е. Вирты — Коста Варра
- 1950 — «Чужая тень» К. М. Симонова — Сергей Александрович Трубников
- 1950 — «Банкрот» А. Х. Таммсааре и A. Särevi — Paralepp
- 1951 — «На грани ночи и дня» А. М. Якобсона — Лунд
- 1951 — «Учитель танцев» Л. де Веги — Рикардо
- 1951 — «Незабываемый 1919-й» Вс. В. Вишневского — Воронов

#### Театр «Ванемуйне»
- 1951 — «В середине века» Л. Р. Шейнина — Ричард Берг
- 1951 — «Бесприданница» А. Н. Островского — Кнуров
- 1952 — «Машенька» А. Н. Афиногенова — профессор Окаемов
- 1952 — «Анна Каренина» по Л. Н. Толстому — Каренин
- 1952 — «Рассвет над Москвой» А. А. Суворова — Степанян
- 1952 — «Шёлковое сюзане» А. Каххара — Адылов
- 1952 — «Мачеха» О. де Бальзака — граф де Граншан
- 1953 — «Ангел-хранитель из Небраски» А. М. Якобсона — Гуннар Хансен
- 1953 — «Откровенный разговор» Л. Г. Зорина — Роман Кругляков
- 1954 — «Призраки» А. М. Якобсона — доктор Ханс Лепик
- 1955 — «Ревизор» Н. В. Гоголя — Городничий
- 1955 — «Старый дуб» А. М. Якобсона — Густав Räni
- 1955 — «Лауритс» А. Китцберга — Кюслаук
- 1956 — «Крылья» А. Е. Корнейчука — Фёдор Терещенко
- 1956 — «Дамы и гусары» А. Фредро — Ротмистр
- 1956 — «Неуловимое чудо» Э. Вильде — Хейнман
- 1957 — «„Микумярди“» Х. Раудсеппа — Яак Йоорам
- 1957 — «Проданная колыбельная» Х. Лакснесса — Felian O’Relian
- 1957 — «Любовь Яровая» К. А. Тренёва — профессор Горностаев
- 1958 — «Венецианский купец» У. Шекспира — Шейлок
- 1959 — «Чайка» К. А. Тренёва — Пётр Николаевич Сорин

#### Театр «Эндла»
- 1926 — «Гамлет» У. Шекспира — Гамлет
- 1926 — «Разбойники» Ф. Шиллера — Карл Моор
- 1927 — «Американский Христос» Х. Раудсеппа — Seenetreial
- 1927 — «Крайтон великолепный» Дж. Барри — Крайтон

#### Молодёжный театр Эстонской ССР
- 1966 — «Вокруг света за 80 дней» П. Когоута — сэр Фогг

### Постановки

#### Театр «Эстония»
- 1918 — «Без вины виноватые» А. Н. Островского
- 1918 — «Ревизор» Н. В. Гоголя
- 1919 — «Ученик дьявола» Б. Шоу
- 1919 — «Великий Галиото» Х. Эчегарай-и-Эйсагирре
- 1919 — «Вишнёвый сад» А. П. Чехова
- 1920 — «Камо грядеши» Г. Сенкевича
- 1921, 1923 — «Революционная свадьба» С. Михаэлиса
- 1921 — «Монна Ванна» М. Метерлинка
- 1921 — «Женитьба Фигаро» Бомарше
- 1922 — «Тень осла» Л. Фульды
- 1923 — «Дантон» Р. Роллана
- 1923 — «Скупой» Мольера
- 1924 — «Разрушители машин» Э. Толлера
- 1924 — «Отелло» У. Шекспира
- 1924, 1926 — «Демобилизованный глава семьи» Х. Раудсеппа
- 1924 — «Лебедь» Ф. Мольнара
- 1924 — «Юдифь» А. Х. Таммсааре
- 1924 — «Разбойники» Ф. Шиллера
- 1925 — «Крайтон великолепный» Дж. Барри
- 1925 — «Красная мельница» Ф. Мольнара
- 1925 — «Кволити-стрит» Дж. Барри
- 1925, 1930, 1934, 1936 — «В усадьбе „Пюве“» А. Кицберга
- 1926 — «Старый Адам» Ф. Арнольда и Е. Баха
- 1926 — «Inimsõber» Дж. Голсуорси
- 1926 — «Много шума из ничего» У. Шекспира
- 1927, 1931, 1938 — «Домовой» Э. Вильде
- 1927 — «Сафо» Ф. Грильпарцера
- 1928 — «Оборотень» А. Кицберга
- 1928 — «Как вам это понравится» У. Шекспира
- 1928 — «Под знаком Синая» Х. Раудсеппа
- 1929 — «Буря» У. Шекспира
- 1930 — «Конец пути» Р. Шериффа
- 1930 — «Трёхгрошовая опера» Б. Брехта и К. Вайля
- 1931 — «Благословение сотрясённых мозгов» Х. Раудсеппа
- 1931 — «Tuli» Дж. Голсуорси
- 1932 — «Лежебока» Х. Раудсеппа
- 1932 — «Койдула» Х. Вуолийоки
- 1933 — «Salongis ja kongis» Х. Раудсеппа
- 1934 — «Розовые очки» Х. Раудсеппа
- 1935 — «О, молодость» Ю. О’Нила
- 1936 — «Mikumärdi» Х. Раудсеппа
- 1937 — «Lipud tormis» Х. Раудсеппа
- 1937 — «Человек с козырями в руках» Х. Раудсеппа
- 1937 — «Сон в летнюю ночь» У. Шекспира
- 1938 — «Андрес и Пэару» А. Х. Таммсааре и A. Särevi
- 1938 — «Первый день весны» Д. Смит
- 1938 — «Легкомысленная сестра» В. Пежиньского
- 1939 — «Хлеб Нискавуори» Х. Вуолийоки
- 1939 — «Американский Христос» Х. Раудсеппа
- 1939 — «Жизнь кротких» М. Метсанурка
- 1944 — «Русские люди» К. М. Симонова
- 1945 — «Туман над заливом» И. В. Штока
- 1946 — «Лисички» Л. Хеллман
- 1946 — «Враги» М. Горького
- 1946 — «Tagatipu Tiisenoosen» Х. Раудсеппа
- 1947 — «Русский вопрос» К. М. Симонова
- 1947 — «Ржавчина» А. М. Якобсона
- 1947 — «Три сестры» А. П. Чехова
- 1948 — «Мужество» Г. С. Берёзко
- 1948 — «Два лагеря» А. М. Якобсона
- 1948 — «Лев на площади» И. Г. Эренбурга

#### Эстонский драматический театр
- 1949 — «В степях Украины» А. Е. Корнейчука
- 1949 — «Кто виноват?» Г. Д. Мдивани
- 1949 — «Ревизор» Н. В. Гоголя
- 1949 — «Московский характер» А. В. Софронова
- 1950 — «Строитель» А. М. Якобсона

#### Театр «Ванемуйне»
- 1952 — «Шакалы» А. М. Якобсона
- 1952 — «Вей, ветерок!» Райниса
- 1953 — «Таня» А. Н. Арбузова
- 1953 — «Опасный спутник» А. Д. Салынского
- 1954 — «Умирание» А. М. Якобсона
- 1954 — «Три сестры» А. П. Чехова
- 1954 — «Мера за меру» У. Шекспира
- 1955 — «Ревизор» Н. В. Гоголя
- 1955 — «Горящая земля» Х. Вуолийоки
- 1955 — «Обыкновенный человек» Л. М. Леонова
- 1956 — «Дамы и гусары» А. Фредро

#### Театр «Эндла»
- 1926 — «Гамлет» У. Шекспира
- 1926 — «Разбойники» Ф. Шиллера
- 1926 — «Старый Адам» Ф. Арнольда и Е. Баха
- 1927 — «Крайтон великолепный» Дж. Барри

### Фильмография
- 1924 — Тени прошлого — Kaljo, rahvavanem Olevi poeg
- 1936 — W.M.W. 6 — Salapiirituslaeva kapten
- 1947 — Жизнь в цитадели — эпизод
- 1951 — Свет в Коорди — эпизод
- 1955 — Счастье Андруса — Арулайд
- 1957 — На повороте — Каллак
- 1958 — Капитан первого ранга — эпизод
- 1959 — Незваные гости — полковник Кикас
- 1964 — Гамлет — священник
- 1965 — Молочник из Мяэкюла — барон фон Кремер
- 1968 — Далеко на Западе — дедушка
- 1968 — Затемнённые окна — слепой в бомбоубежище
- 1968 — Мёртвый сезон — заключённый
- 1968 — Мужчины не плачут — большой начальник
- 1969 — Последняя реликвия — старец
- 1969 — Посол Советского Союза — сановник короля
- 1969 — Чёрный, как я — эпизод
- 1970 — Берег ветров — эпизод
- 1970 — Заблудшие — Päri
- 1970 — Король Лир — лекарь
- 1970 — Между тремя поветриями — Хорн
- 1971 — Возвращение к жизни — раскулаченный рыбак

## Увековечение памяти
- С 1975 года Театральный союз Эстонии присуждает премии имени А. Лаутера молодым актёрам и режиссёрам.
- Опубликованы мемуары и сборники статей А. Лаутера «Käidud teedelt» (I — 1979, II — 1982).
- В 1963 году вышел телефильм «Mõistus, tahe, töö ja Lauter» (ETF).
- Улица в Таллине, на которой с 1960 по 1973 годы жил А. Лаутер, с 13 февраля 1976 года носит имя актёра, а на доме номер 8 установлена мемориальная доска в виде театрального занавеса с двумя масками и надписью на эстонском языке.